# Calathea lucianii
Calathea lucianii är en strimbladsväxtart som först beskrevs av Jean Jules Linden, och fick sitt nu gällande namn av Célestin Alfred Cogniaux och Élie Marchal. Calathea lucianii ingår i släktet Calathea och familjen strimbladsväxter. Inga underarter finns listade.